# Prosoplus celebensis
Prosoplus celebensis är en skalbaggsart som beskrevs av Stefan von Breuning och De Jong 1941. Prosoplus celebensis ingår i släktet Prosoplus och familjen långhorningar.
Artens utbredningsområde är Sulawesi. Inga underarter finns listade i Catalogue of Life.